# Nusela-Inseln
Die Nusela-Inseln (indonesisch Pulau-pulau Nusela) sind eine indonesische Inselgruppe in der Halmaherasee. 

## Geographie
Die Inselgruppe liegt im Raja-Ampat-Archipel, 46 km südöstlich der Insel Kofiau und 30 km nordöstlich von Misool.
Die Nusela-Inseln bestehen aus etwa 15 Inseln, wovon Babi (Pulau Babi) die größte ist. 

## Verwaltung
Die Inseln gehören zum Distrikt Sembilaninseln (Kepulauan Sembilan) im Regierungsbezirk Raja Ampat (Provinz Papua Barat Daya).